# Gantin
Gantin est une commune rurale située dans le département de Laye de la province du Kourwéogo dans la région Plateau-Central au Burkina Faso.

## Santé et éducation
Le centre de soins le plus proche de Gantin est le centre de santé et de promotion sociale (CSPS) de Laye tandis que le centre médical avec antenne chirurgicale (CMA) de la province se trouve à Boussé.